# Awad Abdel Nabi
Awad Abdel Nabi Awad (in arabo عوض عبد النبي عوض‎?; 9 maggio 1953) è un ex cestista egiziano.

## Carriera
Con l'Egitto ha disputato due edizioni dei Giochi olimpici (Monaco 1972 e Montréal 1976).